# Conus tenuistriatus
Conus tenuistriatus е вид охлюв от семейство Conidae. Видът не е застрашен от изчезване.

## Разпространение и местообитание
Разпространен е в Британска индоокеанска територия (Чагос), Бруней, Западна Австралия, Източен Тимор, Индонезия (Бали, Калимантан, Малки Зондски острови, Малуку, Папуа, Сулавеси, Суматра и Ява), Кения, Мавриций, Мадагаскар, Майот, Малайзия (Западна Малайзия, Сабах и Саравак), Малдиви, Маршалови острови, Микронезия, Мозамбик, Палау, Папуа Нова Гвинея (Бисмарк), Параселски острови, Реюнион, Соломонови острови, Соломонови острови (Санта Крус), Сомалия, Острови Спратли, Танзания, Филипини и Френска Полинезия (Австралски острови, Дружествени острови, Маркизки острови и Туамоту).
Обитава океани, морета, лагуни и рифове.